# BSV Grün-Weiss Neukölln
BSV Grün-Weiss Neukölln is een Duitse voetbalclub uit het Berlijnse stadsdeel Neukölln. De club heeft meer successen met jeugd- en vrouwenploeg dan met het eerste elftal.

## Geschiedenis
De club werd in 1950 opgericht en pendelde in de beginjaren tussen de tweede en derde amateurklasse van Berlijn. De club trad nooit uit de schaduw van de succesvollere rivalen uit Neukölln. Van 2004 tot 2007 speelde de club in de Landesliga, maar degradeerde inmiddels weer naar de Kreisliga.
Er is ook een vrouwenafdeling, die een veld deelt met 1. FC Neukölln en NSC Marathon 02. De dames promoveerden in 2006 naar de Regionalliga Nordost, de derde klasse.